# Tabladillo (Santa Colomba de Somoza)
Tabladillo es una localidad del municipio leonés de Santa Colomba de Somoza, en la Comunidad Autónoma de Castilla y León. 
La iglesia está dedicada a san Pedro.

## Localidades limítrofes
Confina con las siguientes localidades:
- Al noreste con El Ganso y Pedredo.
- Al este con Murias de Pedredo.
- Al sur con Villalibre de Somoza.
- Al oeste con Valdemanzanas.
- Al noroeste con Santa Colomba de Somoza.

## Demografía
Evolución de la población
| Gráfica de evolución demográfica de Tabladillo entre 2000 y 2017   |
|                                                                    |
| Población de derecho (2000-2017) según el padrón municipal del INE |

## Historia
Así se describe a Tabladillo en el tomo XIV del Diccionario geográfico-estadístico-histórico de España y sus posesiones de Ultramar, obra impulsada por Pascual Madoz a mediados del siglo XIX:

Lugar en la provincia de León, partido judicial y diócesis de Astorga, audiencia territorial y capitanía general de Valladolid, ayuntamiento de Turienzo; Situado en un valle bastante estéril y montañoso; su clima es frío, pero sano. Tiene 50 casas; escuela de primeras letras; iglesia parroquial (San Pedro) servida por un cura de ingreso y presentación del conde de Grajal, y buenas aguas potables. Confina con Murias de Pedredo, Villalibre, Pedredo y Santa Colomba. El terreno es flojo; corren por él las aguas de un arroyuelo de poco caudal, cuyas inmediaciones se hallan pobladas de chopos. Los caminos son locales. Producciones: algún trigo, centeno, habas, patatas y pastos; cría ganados y caza mayor y menor. Industria: trajinería de paños, pieles, sardinas y pescados desde Galicia a Castilla. Población: 46 vecinos, 200 almas. Contribución: con el ayuntamiento.
Diccionario geográfico-estadístico-histórico de España y sus posesiones de Ultramar